# White trash

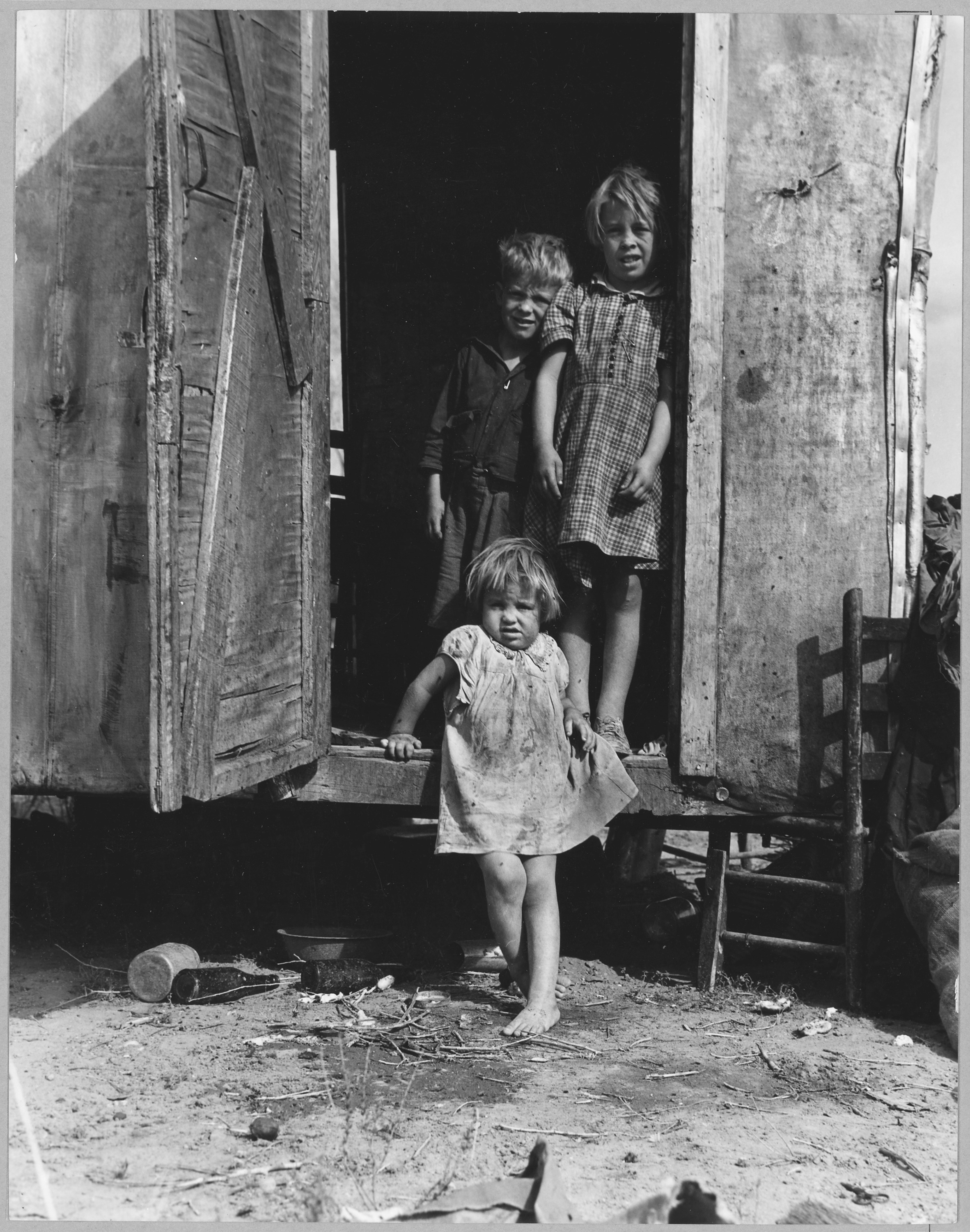
Enfants d'une famille de travailleurs itinérants vivant dans une remorque sans eau ni toilettes en Arizona en 1940.

 (octobre 2008).
Si vous disposez d'ouvrages ou d'articles de référence ou si vous connaissez des sites web de qualité traitant du thème abordé ici, merci de compléter l'article en donnant les références utiles à sa vérifiabilité et en les liant à la section « Notes et références ».
White trash, littéralement « déchet blanc/raclure blanche », est un terme d'argot américain du registre du mépris de classe, désignant à l'origine la population blanche pauvre.

## Description
Le terme semble dater de 1833 et être une expression utilisée à l'origine par des esclaves noirs. Il était alors tout particulièrement utilisé par l'Américain des classes moyennes et supérieures pour désigner des Blancs pauvres, originellement du Sud, vus comme improductifs. Aujourd'hui, ceux qui sont appelés white trash sont régulièrement dépeints par les milieux progressistes urbains comme pauvres, avec un niveau d'éducation bas, de mauvaises manières et un manque général d'intérêt pour les questions de société et la culture.
Ils sont souvent stéréotypés comme paresseux voire malhonnêtes, avec des familles nombreuses, souvent monoparentales, une sexualité sans limite, une mauvaise hygiène et des problèmes d'obésité, d'alcoolisme, de drogue ou de tabagisme. Il faut noter que ces stéréotypes sont justement ceux rattachés aux Noirs et aux Amérindiens.
Ils sont politiquement classés comme conservateurs par les gens de catégories sociales plus élevées, bien qu'il n'y ait aucune idéologie officielle ni même racisme intrinsèque : en effet des rockeurs comme Elvis Presley ou des rappeurs comme Eminem, Big B ou Everlast n'ont rien en commun avec des membres du gang Nazi Lowriders, bien qu'ils soient tous considérés comme appartenant à la catégorie des white trash. Bill Clinton est souvent considéré comme issu d'un milieu white trash.
Le terme est proche de redneck — qui désigne de manière plus spécifique les habitants des campagnes —, mais il est plus moral et insultant, la division de la société entre Blancs éduqués / Noirs / White trash permettant aux élites d'empêcher l'émergence de mouvements sociaux unissant pauvres et ouvriers quelle que soit leur couleur ou origine,.

## Dans la culture
(janvier 2019).
- Le groupe Rebel son, 2005, chanson Redneck Piece of White Trash.
- Le White Trash Fast Food est un bar rock de Berlin.
- White trash est un titre musical interprété par le groupe de rock Skid Row
- White Trash est une chanson de Marilyn Manson apparue sur l'album Smells Like Children.
- Le groupe Blood for Blood y fait aussi référence dans leurs chansons ainsi que Mötley Crüe avec son titre White Trash Circus.
- Le groupe KMFDM fait une courte référence dans sa chanson Money, qui parle, entre autres, d'un vendeur de drogue: « I am thirty, male, Call me white trash. »
- Everlast y fait également référence en intitulant un de ses albums : White Trash Beautiful.
- NOFX y fait également référence en intitulant un de ses albums : White Trash Two Heebs And A Bean.
- The Offspring y fait également une courte référence sur le morceau L.A.P.D. de l'album Ignition : « Beat all the white trash, Beat whoever you see, Don't need a reason, (We're) L.A.P.D. »
- Social Distortion y font eux aussi référence en intitulant un de leurs albums : White Light, White Heat, White Trash.
- Le groupe Nine Eleven y fait référence dans leur chanson s'intitulant : Rednecks Geeks.
- L'épisode 14 de la saison 15 de South park est basé sur ce terme.
- Eminem aurait été considéré comme un « White Trash » à une époque de sa vie. Il y fait référence dans plusieurs de ses chansons, plus récemment dans la pièce W.T.P (« White Trash Party »).
- L'émission Here Comes Honey Boo Boo de la chaîne éducative américaine TLC, est un programme dépeignant de manière dénigrante une famille de « White Trashes ».
- Black Stone Cherry y fait référence avec leur morceau White Trash Millionaire.
- L'écrivain Aymeric Patricot évoque dans son livre Les Petits Blancs (éditions Plein Jour, 2013) les White Trash américains et leurs équivalents français.
- White Trash est une chanson du groupe Kyo parue en 2014 dans l'album L'Équilibre.
- Le groupe du rocker texan Edgar Winter porte le nom de « Edgar Winter's White Trash » de 1970 à 1972.
- Le chanteur Lomepal, dans sa chanson Palpal, y fait référence en disant qu'il a vécu la vie de White Trash.
- En 2021, Dolly Parton revendique ses origines « White trash »[7].
- Beck fait indirectement références aux « White Trash » dans la chanson Truckdrivin Neighbors Downstairs (Yellow Sweat)